# Gellep-Stratum

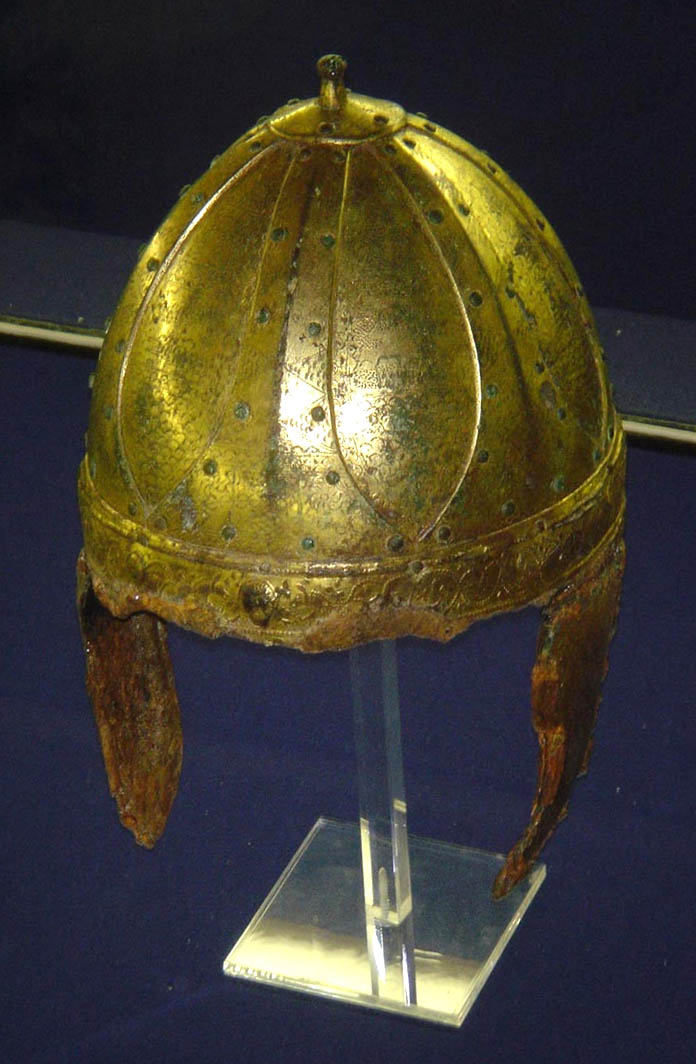
Der Spangenhelm von Krefeld-Gellep

Gellep-Stratum ist der südöstlichste Stadtteil von Krefeld. Die Einwohnerzahl beträgt 2.485 (Stand vom 31. Dezember 2021). Bis zur Eingemeindung in die Stadt Krefeld im Jahre 1929 war Gellep-Stratum eine Gemeinde im Amt Lank des Landkreises Krefeld.

## Archäologie und Geschichte

### Gelduba / Gellep

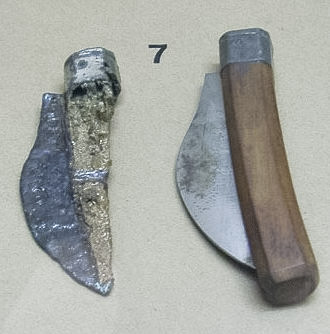
Römisches Klappmesser – Original und Rekonstruktion.

Im Südosten des heutigen Krefeld liegen zwei alte Siedlungskerne. Der eine, näher zum Rhein hin gelegene ist Gelduba/Gellep. Hier errichteten die Römer im späten 1. Jahrhundert n. Chr. bei einem ubischen Dorf das Kastell Gelduba. Kaiserliche Truppen nutzten das Kastell anschließend mindestens bis in die Mitte des 5. Jahrhunderts n. Chr. An die römische Zeit schloss sich eine Besiedlung durch die Franken an. Albert Steeger entdeckte 1937 zwei Gräberfelder ("Gellep-West" und das südlich gelegene "Gellep-Ost") mit römischen und fränkischen Gräbern. Gellep-West ist das kleinere und ältere der beiden frühmittelalterlichen Gräberfelder, es schließt unmittelbar an das große Kastellgräberfeld der römischen Zeit an, und wurde bis in das frühe 8. Jahrhundert belegt. Das nahe, aber deutlich getrennte Gräberfeld Gellep-Ost setzt erst gegen 535 n. Chr. ein; an seinem südlichen Rand befindet sich ein eingegrenztes "Fürstengräberfeld" mit dem Grab des fränkischen Fürsten Arpvar, der mit reichhaltigem Goldschmuck und einem goldenen Spangenhelm beerdigt wurde. Die Belegung von Gellep-Ost nimmt um 600 n. Chr. deutlich ab und endet bereits in der Mitte des 7. Jahrhunderts. Die zugehörige Siedlung lag vermutlich im weiterhin von den Franken genutzten Kastell, wie ein fränkischer Töpferofen dort und ein Münzfund zeigen. Irgendwann nach den Merowingern erlosch diese Siedlung in Gellep – allerdings existiert der heutige Dorfteil Gellep seit dem Mittelalter, Gebäude und Höfe wurden auf dem ehemaligen Kastellgelände und im nahen Umfeld angelegt.

### Stratum
Westlich von Gelduba lag eine weitere frühmittelalterliche Siedlung, deren mittelalterlicher Nachfolgeort das heutige Stratum ist. Auch hier wurde von Albert Steeger ein frühmittelalterliches Gräberfeld entdeckt und ausgegraben, von ihm sind bis heute etwa 200 Gräber bekannt. Als Besonderheit gibt es hier mit Brandgräbern und Nord-Süd-ausgerichteten Bestattungen für die Region Ungewöhnliches. Von der zugehörigen Siedlung wurden 1979/80 Teile in der Flur „Puppenburg“ ergraben.

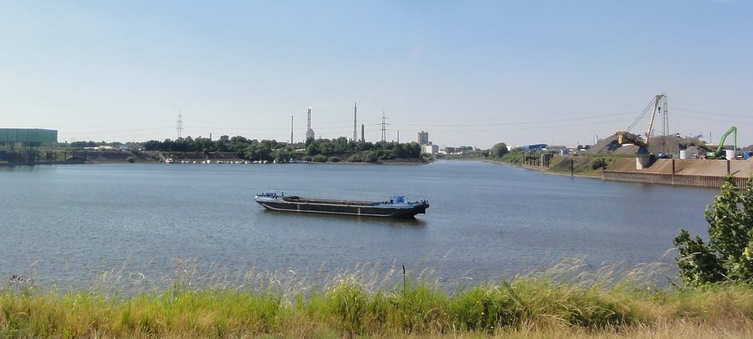
Wendebecken des Krefelder Rheinhafens, das weite Teile des römisch/fränkischen Bodendenkmals überdeckt.

Der Krefelder Rheinhafen

Die Funde aus Gellep und Stratum sind heute im Niederrheinischen Landschaftsmuseum im Museumszentrum Burg Linn zu besichtigen.

### Mittelalter
In den Jahren 904 und 910 taucht Gellep in Urkunden des Stiftes Kaiserswerth auf. Stratum wird 1230 als Stratheim erstmals urkundlich erwähnt.
Von 1392 bis 1794 gehörten Gellep und Stratum zum kurkölnischen Amt Linn.

### Heutige Zeit
1906 wurde in Linn der Krefelder Rheinhafen gebaut und in Betrieb genommen. Die viel spätere Erweiterung des Hafens führt inzwischen bis nach Gellep, wo heute das Wendebecken des Hafens weite Teile des ehemaligen römischen Lagerdorfes (vicus) und des römisch/fränkischen Gräberfeldes überdeckt.